# Juan Vicente Pérez
Juan Vicente Pérez Mora (27. května 1909 – 2. dubna 2024) byl venezuelský superstoletý muž, který byl až do své smrti ve věku 114 let a 311 dní nejstarším ověřeným žijícím mužem na světě po smrti Španěla Saturnina de la Fuente 18. ledna 2022. Byl posledním žijícím ověřeným mužem, který se narodil v prvním desetiletí 20. století, a je čtvrtým nejstarším ověřeným mužem vůbec, po Džiróemonovi Kimurovi, Christianu Mortensenovi a Emilianu Mercadovi del Toro.
V době své smrti byl druhým nejstarším žijícím obyvatelem Latinské Ameriky po Inah Canabarro Lucasové a čtvrtou nejstarší ověřenou žijící osobou na světě za Marií Branyasovou, Tomiko Itókaovou a Canabarro Lucasovou.

## Život

### Mládí
Pérez se narodil 27. května 1909 v El Cobre ve Venezuele jako deváté dítě Eutiquia Péreze a Edelmiry Mora. V raném mládí se jeho rodina přestěhovala do Los Paujiles v San José de Bolívar v provincii Táchira, kde začal pracovat v zemědělství. Zabýval se především sklizní cukrové třtiny a kávy. Gramotným se stal díky knize, kterou mu dal jeho učitel, který onemocněl velmi brzy poté, co se Pérez zapsal do školy. V roce 1938 se oženil s Ediofinou del Rosario García (1916–1997) a měli spolu celkem šest synů a pět dcer, z nichž první, José Juan (1939–2013), se narodil v Los Paujiles.

### Práce
Ve věku 31 let se s manželkou přestěhoval do města Caricuena, kde koupil farmu a pracoval po boku svého bratra Miguela Arcángela. Tam se narodil zbytek jeho dětí. V roce 1948 se zde stal šerifem a jeho hlavním úkolem bylo řešit pozemkové a rodinné spory. Na konci 50. let byl Pérez najat, aby pracoval na stavbě dálnice mezi San José de Bolívar a Queniqueou. Kvůli nedostatku strojů používal krumpáč a lopatu. Dostával dva bolívary denně, a pokud nebyla všechna práce dokončena v jeden den, dostal zaplaceno až následující den. První doklad totožnosti získal v roce 1963. Někdy v 60. letech 20. století prodal svou zemědělskou půdu v Caricueně a koupil nemovitost v San José de Bolívar, kde žil po zbytek svého života. Byl celoživotním oddaným katolíkem.

### Pozdější život
Jeho manželka zemřela v roce 1997 po téměř 60 letech manželství a poté se o jeho domov a rodinu starala hlavně jeho dcera Edilia del Carmen až do její smrti v roce 2006. Ve věku 109 let byl ošizen o důchod, i když se to rychle vyřešilo. V den jeho 111. narozenin, 27. května 2020 bylo šest z jeho dětí (tři dcery a stejný počet synů) stále naživu. Měl 41 vnoučat, 18 pravnoučat a 12 prapravnoučat.

### Smrt
Pérez zemřel ve své rezidenci v San José de Bolívar dne 2. dubna 2024 ve věku 114 let a 311 dní, 55 dní před svými 115. narozeninami. Venezuelský prezident Nicolás Maduro mu vzdal hold na sociální síti X a Omas Rojas, starosta San José de Bolívar, vyhlásil tři dny smutku a všechny vlajky by měly být staženy na půl žerdi. Jeho nástupcem na pomyslném trůnu se stal Angličan John Tinniswood (narozen 26. srpna 1912).

## Zdraví a dlouhověkost

### Zdraví a dieta
V roce 2007, ve věku 98 let, si Pérez nechal odstranit zubní náhradu a začal používat invalidní vozík. Přesto byl i po svých stých narozeninách schopen do jisté míry chodit.
Když byl 17. května 2022 prohlášen za nejstaršího žijícího muže, bylo oznámeno, že nemá žádné výrazné zdravotní problémy a je velmi jasnozřivý, dokáže si vzpomenout na několik aspektů svého dětství. Podle jeho rodiny byly jeho oblíbenými jídly koláče, mondongo, hallaca a avokádo. Dokázal vlézt a vstát z postele s pomocí tyče vedle ní. Údajně slušně vyslovoval a slyšel, i když lidé museli mluvit nahlas nebo museli být blízko něj, aby ho bylo slyšet. Svou dlouhověkost připisoval tvrdé práci, modlitbě k růženci dvakrát denně a pití sklenky aguardiente každý den.

### Dlouhověkost
Pérez byl poprvé označen za nejstaršího žijícího člověka ve Venezuele v květnu 2020. Nejstarším známým Venezuelanem všech dob se stal 18. července 2020, kdy překonal Carmen Pacheco de Carrascovou (1901–2013), která zemřela ve věku 111 let a 51 dní. Jeho věk byl potvrzen organizací Latin American Supercentenarians dne 3. ledna 2021.
Dne 18. ledna 2022, po smrti 112letého Saturnina de la Fuente ze Španělska, se Pérez stal nejstarším mužem na světě. To bylo potvrzeno Guinnessovou knihou rekordů 4. února a oznámeno 17. května. Jeho 113. narozeniny 27. května 2022 byly ve znamení velké oslavy s rodinou, které se zúčastnilo mnoho příbuzných. O pět dní později se stal po smrti Delia Venturottiho (25. října 1909 – 1. června 2022) posledním známým mužem narozeným v 1. desetiletí 20. století.
Pérez v květnu 2023 oslavil 114. narozeniny a stal se teprve sedmým ověřeným mužem, kterému se to podařilo, a prvním po dvanácti letech (od dob Džiróemona Kimury). Při této příležitosti se opět konala velká slavnost s mnoha církevními prvky, stejně jako návštěvy gerontologických badatelů, místních médií a zástupců města.